# سفين جونسون
سفين جونسون (بالسويدية: Sven Johnson)‏ هو لاعب جمباز فني سويدي، ولد في 12 سبتمبر 1899 في نورشوبينغ في السويد، وتوفي في 7 يوليو 1986 في Skärblacka ‏ في السويد.

## وصلات خارجية
- سفين جونسون على موقع أوليمبيديا (الإنجليزية)
- سفين جونسون على موقع اللجنة الأولمبية السويدية (السويدية)